# Třída Gněvnyj
Třída Gněvnyj (Projekt 7) byla třída torpédoborců sovětského námořnictva, stavěných v počtu 28 kusů od poloviny 30. let až do roku 1942 na základě druhého pětiletého plánu na obnovu flotily. Byly to první moderní sovětské torpédoborce, postavené od bolševické revoluce. Byly projektovány s italskou technickou pomocí. Na jejich stavbu navázala produkce vylepšeného typu označeného Projekt 7U – sem patří i jednotky Storoževoj a Silnyj, upravené na typ 7U až během stavby.
Lodě měly charakteristickou jednokomínovou siluetu. Hlavní výzbroj obou lodí tvořily čtyři 130mm kanóny ve čtyřech dělových věžích (po dvou na přídi a zádi lodi). Doplňovaly je dva 76,2mm kanóny (v prostoru mezi torpédomety), dva 45mm kanóny (za komínem po jeho stranách) a čtyři 12,7mm kulomety (mezi zadním torpédometem a třetí dělovou věží). Další výzbroj představovaly dva tříhlavňové 533mm torpédomety. Obvyklé bylo vybavení pro nesení min, kterých mohlo být v tomto případě 56 kusů.
Lodě této třídy čekalo intenzivní bojové nasazení za druhé světové války, ve které bylo také 10 lodí ztraceno. Zbylé lodě byly postupně vyřazeny v průběhu 50. let. Převážná část jich byla sešrotována, čtyři z lodí byly prodány do Čínské lidové republiky jako typu 07 (jinak též třída An-šan), tří byly použity jako cvičné cíle a dvě byly potopeny při jaderných testech,

## Jednotlivé lodě třídy

### Černomořské loďstvo
| loď                        | Loděnice   | Spuštěn na vodu | Dokončen       | Osud                                            |
| -------------------------- | ---------- | --------------- | -------------- | ----------------------------------------------- |
| Bodryj - Бодрый            | Nikolajev  | 1936            | 1938           | Sešrotován v 50. letech Stránka v ruštině       |
| Bystryj - Быстрый          | Nikolajev  | 1936            | Listopad 1938  | Potopen 1. července 1941 magnetickou minou      |
| Bezupřecnyj - Безупречный  | Nikolajev  | 1936            | 1938           | Potopen 26. června 1942 Stránka v ruštině       |
| Bditelnyj - Бдительный     | Nikolajev  | 1936            | 1938           | Potopen 2. července 1942 Stránka v ruštině      |
| Bojkij - Бойкий            | Nikolajev  | 29. října 1936  | 1. května 1939 | Sešrotován v roce 1958 Stránka v ruštině        |
| Bespoščadnyj - Беспощадный | Sevastopol | 1937            | Září 1939      | potopen letadly 6. října 1943 Stránka v ruštině |

### Baltské loďstvo
| loď           | Loděnice  | Spuštěn na vodu   | Dokončen       | Osud |
| ------------- | --------- | ----------------- | -------------- | --- |
| Gněvnyj       | Leningrad | 13. června 1936   | 31. ledna 1939 | Potopen minou 23. června 1941                                                                                  |
| Gordyj        | Leningrad | 1936              | 1938           | V roce 1941 předán severnímu loďstvu, v 50. letech sešrotován                                                  |
| Gromkyj       | Leningrad | 6. prosince 1937  | 23. února 1939 | V roce 1941 předán severnímu loďstvu, sešrotován                                                               |
| Groznyj       | Leningrad | 31. července 1936 | 1939           | V roce 1941 předán severnímu loďstvu, v roce 1957 použit při jaderném testu na Nové zemi.                      |
| Gremjaščij    | Leningrad | 12. března 1937   | 1939           | V roce 1941 předán severnímu loďstvu, v roce 1957 použit při jaderném testu na Nové Zemi.                      |
| Grozjaščij    | Leningrad | 18. srpna 1936    | 1939           | Poškozen při náletu, v 50. letech sešrotován                                                                   |
| Sokrušitělnyj | Leningrad | 15. srpna 1936    | 1939           | V roce 1941 předán severnímu loďstvu, potopil se 22. listopadu 1942 v bouři                                    |
| Stěreguščij   | Leningrad | 1937              | 1939           | Potopen náletem 21. září 1941 u Kronštadtu, v roce 1944 vyzvednut, v roce 1948 opraven, v roce 1959 sešrotován |
| Stremitělnyj  | Leningrad | 1936              | 1938           | V roce 1941 předán severnímu loďstvu, potopen 20. července 1941 náletem, používán pro náhradní díly            |
| Smetlivyj     | Leningrad |                   |                | |

### Tichooceánské loďstvo
| loď                       | Spuštěn na vodu | Dokončen      | Osud |
| ------------------------- | --------------- | ------------- | --- |
| Rezvyk                    | 1937            | Prosinec 1939 | Sešrotován v 50. letech. |
| Rjanyj                    | Říjen 1937      | 1940          | Potopen 8. ledna 1961 jako cvičný cíl. |
| Rastropnyj                | 1939            | 1941          | Sešrotován v 50. letech. |
| Redkij                    |                 | 1941          | Sešrotován v roce 1962. |
| Razjaščij                 | 1938            | 1941          | Potopen v roce 1961 jako cvičný cíl. |
| Rešitelnyj – Решительный  | 1939            | 1941          | V roce 1955 prodán do Číny jako Čchang-čchun (103), vyřazen 1990.                                                                                     |
| Retivy – Ретивый          | 1940            | 1941          | V roce 1955 prodán do Číny jako Tchaj-jüan (104) a později přejmenována na Čching-tao, vyřazena 19. září 1991. Zachována jako muzejní loď v Ta-lienu. |
| Rovnystnyj                | 1940            | 1941          | Sešrotován v 50. letech. |
| Razjarkonyj – Разъяренный | Květen 1941     | Prosinec 1941 | Předán v roce 1942 severnímu loďstvu, potopen v roce 1958 jako cvičný cíl.                                                                            |
| Razumnyj                  | 1940            | 1941          | Předán v roce 1942 severnímu loďstvu. |
| Rekordnyj – Рекордный     | 1940            | 1941          | V roce 1955 prodán do Číny jako An-šan (101), vyřazena 24. dubna 1992. Zachována jako muzejní loď v muzeum námořnictva ČLOA v Čching-tao.             |
| Rezkij – Резкий           | 1940            | 1942          | V roce 1955 prodán do Číny jako Fu-šun (102), vyřazen 1989.                                                                                           |